# Dysectopa scalifera
Dysectopa scalifera är en fjärilsart som beskrevs av Lajos Vári 1961. Dysectopa scalifera ingår i släktet Dysectopa och familjen styltmalar.
Artens utbredningsområde är Namibia. Inga underarter finns listade i Catalogue of Life.